# Helmut Cerwenka
Helmut Cerwenka (* 24. Juli 1952 in Krems an der Donau) ist ein österreichischer Politiker (SPÖ) und Volksschuldirektor. Cerwenka war von 1994 bis 1995 Mitglied des österreichischen Bundesrates und von 1995 bis 2010 Abgeordneter zum Landtag von Niederösterreich.

## Leben
Cerwenka besuchte das Piaristengymnasium Krems und das Musisch-pädagogische Bundesrealgymnasium Krems an der Donau (jetzt: Bundesoberstufenrealgymnasium BORG) und schloss 1976 eine Ausbildung zum Lehramt für Sonderschulen ab. Seine Lehrtätigkeit begann 1973 an der Volksschule Hohenwarth-Mühlbach am Manhartsberg und führte ihn danach zu Schulen in Großweikersdorf. Von 2004 bis 2012 war er Direktor an der Volksschule Absdorf.
Politisch wurde Cerwenka im Jahre 1990 Geschäftsführender Gemeinderat der Marktgemeinde Königsbrunn am Wagram und 1993 Vorsitzender der SPÖ im Bezirk Tulln. Er vertrat die SPÖ Niederösterreich zwischen dem 17. März 1994 und dem 28. Juni 1995 im Bundesrat und wurde am 26. Juni 1995 als Abgeordneter zum Niederösterreichischen Landtag angelobt. Zwischen 2008 und 2010 hatte er die Funktion des SPÖ-Klubobmanns inne, jedoch musste er im März 2010 aus gesundheitlichen Gründen seinen Rückzug aus der Landespolitik bekannt geben, woraufhin er am 22. April 2010 aus dem Landtag ausschied.

## Mitgliedschaften
- Landesvorsitzender des Verbandes der Niederösterreichischen Volkshochschulen
- Ehrenvorsitzender des Vereins Rettet das Kind-Niederösterreich
- Vizepräsident des Niederösterreichischen Zivilschutzverbandes

## Auszeichnungen
- 2006: Großes Silbernes Ehrenzeichen für Verdienste um die Republik Österreich[3]
- 2012: Goldenes Komturkreuz des Ehrenzeichens für Verdienste um das Bundesland Niederösterreich[4]